# Timothy Toroitich
Timothy Toroitich (né le 10 octobre 1991) est un athlète ougandais, spécialiste des courses de fond.

## Biographie
Il termine 8e et finaliste du 10 000 m lors des Championnats du monde 2015 à Pékin.
En 2018, il obtient une médaille de bronze sur le 10 000 m des championnats d'Afrique.
Le 6 novembre 2022, il prend le départ de l'épreuve de montée et descente des championnats du monde de course en montagne et trail à Chiang Mai. Il forme un groupe de tête avec ses compatriotes en première partie de course. Le Kényan Patrick Kipngeno parvient à s'immiscer dans le groupe ougandais. Tandis que Samuel Kibet se détache en tête pour filer vers le titre, Timothy Toroitich lutte face au Kényan pour la deuxième place. Il finit par s'incliner et termine sur la troisième marche du podium. Il remporte aisément la médaille d'or au classement par équipes.

## Palmarès
| Date | Compétition                    | Lieu       | Résultat | Épreuve    | Temps          |
| ---- | ------------------------------ | ---------- | -------- | ---------- | -------------- |
| 2013 | Championnats du monde de cross | Bydgoszcz  | 5e       | Individuel | 33 min 9 s     |
| 2014 | Jeux du Commonwealth           | Glasgow    | 8e       | 10 000 m   | 28 min 3 s 79  |
| 2015 | Championnats du monde          | Pékin      | 8e       | 10 000 m   | 27 min 44 s 90 |
| 2017 | Championnats du monde de cross | Kampala    | 9e       | Individuel | 29 min 10 s    |
| 2018 | Jeux du Commonwealth           | Gold Coast | 7e       | 10 000 m   | 27 min 47 s 35 |
| 2018 | Championnats d'Afrique         | Asaba      | 3e       | 10 000 m   | 29 min 11 s 87 |